# Совет министров СССР на 27 апреля 1954 года
Совет Министров СССР:
- Председатель Совета Министров СССР — Маленков Георгий Максимилианович
- Первый заместитель Председателя Совета Министров СССР и министр иностранных дел СССР — Молотов Вячеслав Михайлович
- Первый заместитель Председателя Совета Министров СССР и министр обороны СССР — маршал Советского Союза Булганин Николай Александрович
- Первый заместитель Председателя Совета Министров СССР — Каганович Лазарь Моисеевич
- Заместитель Председателя Совета Министров СССР и министр торговли СССР — Микоян Анастас Иванович
- Заместитель Председателя Совета Министров СССР и председатель Государственного планового комитета Совета министров СССР — Сабуров Максим Захарович
- Заместитель Председателя Совета Министров СССР — Первухин Михаил Георгиевич
- Заместитель Председателя Совета Министров СССР — Тевосян Иван Фёдорович
- Заместитель Председателя Совета Министров СССР и министр среднего машиностроения СССР — Малышев Вячеслав Александрович
- Заместитель Председателя Совета Министров СССР — Косыгин Алексей Николаевич
- Министр авиационной промышленности СССР — Дементьев Пётр Васильевич
- Министр автомобильного, тракторного и сельскохозяйственного машиностроения СССР — Акопов Степан Акопович
- Министр автомобильного транспорта и шоссейных дорог СССР — Лихачёв Иван Алексеевич
- Министр бумажной и деревообрабатывающей промышленности СССР — Вараксин Фёдор Дмитриевич
- Министр внешней торговли СССР — Кабанов Иван Григорьевич
- Министр внутренних дел СССР — Круглов Сергей Никифорович
- Министр высшего образования СССР — Елютин Вячеслав Петрович
- Министр геологии и охраны недр СССР — Антропов Пётр Яковлевич
- Министр государственного контроля СССР — Жаворонков Василий Гаврилович
- Министр заготовок СССР — Корниец Леонид Романович
- Министр здравоохранения СССР — Ковригина Мария Дмитриевна
- Министр культуры СССР — Александров Георгий Фёдорович
- Министр лесной промышленности СССР — Орлов Георгий Михайлович
- Министр машиностроения и приборостроения СССР — Паршин Пётр Иванович
- Министр морского и речного флота СССР — Шашков Зосима Алексеевич
- Министр нефтяной промышленности СССР — Байбаков Николай Константинович
- Министр оборонной промышленности СССР — Устинов Дмитрий Фёдорович
- Министр промышленности мясных и молочных продуктов СССР — Антонов Сергей Фёдорович
- Министр промышленности продовольственных товаров СССР — Зотов Василий Петрович
- Министр промышленности строительных материалов СССР — Юдин Павел Александрович
- Министр промышленных товаров широкого потребления СССР — Рыжов Никита Семёнович
- Министр путей сообщения СССР — Бещев Борис Павлович
- Министр радиотехнической промышленности СССР — Калмыков Валерий Дмитриевич
- Министр рыбной промышленности СССР — Ишков Александр Акимович
- Министр связи СССР — Псурцев Николай Демьянович
- Министр сельского хозяйства СССР — Бенедиктов Иван Александрович
- Министр совхозов СССР — Козлов Алексей Иванович
- Министр станкостроительной и инструментальной промышленности СССР — Костоусов Анатолий Иванович
- Министр строительного и дорожного машиностроения СССР — Новосёлов Ефим Степанович
- Министр строительства СССР — Дыгай Николай Александрович
- Министр строительства предприятий металлургической и химической промышленности СССР — Райзер Давид Яковлевич
- Министр судостроительной промышленности СССР — Носенко Иван Исидорович
- Министр транспортного машиностроения СССР — Степанов Сергей Александрович
- Министр тяжелого машиностроения СССР — Казаков Николай Степанович
- Министр угольной промышленности СССР — Засядько Александр Фёдорович
- Министр финансов СССР — Зверев Арсений Григорьевич
- Министр химической промышленности СССР — Тихомиров Сергей Михайлович
- Министр цветной металлургии СССР — Ломако Пётр Фадеевич
- Министр чёрной металлургии СССР — Кузьмин Анатолий Николаевич
- Министр электростанций СССР — Павленко Алексей Сергеевич
- Министр электротехнической промышленности СССР — Скиданенко Иван Тимофеевич
- Министр юстиции СССР — Горшенин Константин Петрович
- Председатель государственного комитета Совета министров СССР по делам строительства — Соколов Константин Михайлович
- Председатель комитета государственной безопасности при Совете министров СССР — Серов Иван Александрович
- Председатель правления Государственного банка СССР — Попов Василий Фёдорович